# Siddharth: The Prisoner
Siddharth: The Prisoner (tj. Siddharth: więzień) to bollywoodzki thriller z 2009 roku wyreżyserowany przez debiutanta Pryasa Guptę. W rolach głównych nagrodzony za swoją rolę Rajat Kapoor i debiutant Sachin Nayak. Ten film to studium przegranej i samotności, wystawienia na pokusy posiadania i wolności od niego. Jednocześnie to thriller z motywem pogoni za pieniądzem.
Słowa ze świętej ponad trzy tysiącletniej księgi hindusów Rygwedy rozpoczynające film: Uczyń mnie nieśmiertelnym tam, gdzie znikają wszystkie nasze tęsknoty i pragnienia.

## Fabuła
Mumbaj. Siddharth Roy (Rajat Kapoor) wychodzi z więzienia jako bankrut. Niegdyś sławny pisarz zajmuje zdewastowane mieszkanie w nędznej dzielnicy. Czeka go rozwód. Nie może nawet zobaczyć swojej żony. Aby,jeśli nie odzyskać jej serce, to choć pomóc jej zrozumieć siebie, dniami nocą pisze książkę zatytułowaną Siddharth: The Prisoner. W miarę pisania rośnie ład w nim i wokół niego. Niestety, gdy książka jest już gotowa, Siddharth w kawiarence internetowej zamiast aktówki z powieścią zabiera niechcący aktówkę wypełnioną rupiami. Od tej chwili jesteśmy świadkami porachunków gangsterskich wywołanych zaginięciem pieniędzy. Równocześnie bohater poddany jest dwóm pokusom: przywłaszczenia sobie cudzych pieniędzy i porwania synka, z którym się ukradkiem spotyka...

## Obsada
- Rajat Kapoor – Siddharth Roy
- Sachin Nayak – Mohan
- Pradeep Kabra
- Pradip Sagar

## Nagrody
- główna nagroda jury (Asia Pacific Screen Awards)- dla reżysera
- nominacja do nagrody dla najlepszego aktora – Rajat Kapoor (Asia Pacific Screen Award)
- nagroda dla najlepszego aktora – Rajat Kapoor (Festival of Asian and Arab Cinema)